# Guitar Hero: On Tour Decades
Guitar Hero On Tour: Decades est un jeu de rythme sorti en 2008 sur la Nintendo DS. C'est un opus de la série Guitar Hero qui suit Guitar Hero: On Tour.

## La Playlist
Moderne
1. Fall Out Boy - The Take Over, The Breaks Over
2. Finley - Diventerai Una Star
3. Pereza - Estrella Polar
4. Tokio Hotel - Ready Set Go !
5. Foo Fighters - The Pretender

Années 2000
1. Linkin Park - One Step Closer
2. Phoenix - Everything Is Everything
3. Jimmy Eat World - The Middle
4. Guano Apes - You Can't Stop Me
5. Red Hot Chili Peppers - Can't Stop

Années 1990
1. Weezer - Buddy Holly
2. Lenny Kravitz - Are You Gonna Go My Way
3. Blind Melon - No Rain
4. Oasis - Some Might Say
5. Stone Temple Pilots - Down

Années 1980
1. Survivor - Eye of the Tiger
2. Los Lobos - La Bamba
3. R.E.M. - The One I Love
4. Bon Jovi - You Give Love A Bad Name
5. Joe Satriani - Satch Boogie

Années 1970
1. Queen - We Are The Champions
2. Free - All Right Now
3. Blondie - One Way Or Another
4. Edgar Winter Group - Free Ride
5. Lynyrd Skynyrd - Sweet Home Alabama (live)

Chansons bonus
1. The Darkness - I Believe In A Thing Called Love
2. Alien Ant Farm - Smooth Criminal
3. The Smashing Pumpkins - Tarantula